# Gilagili, Basavakalyan
Gilagili là một làng thuộc tehsil Basavakalyan, huyện Bidar, bang Karnataka, Ấn Độ.